# Pamparóka

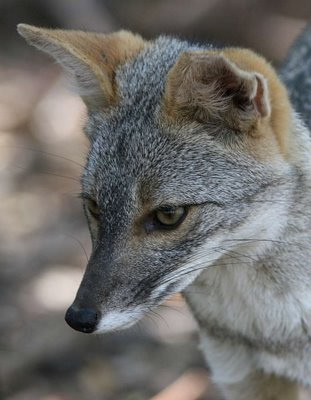
Lycalopex sechurae

A pamparókák (Lycalopex vagy Pseudalopex) a kutyafélék családjának egy neme, amelynek minden faja Dél-Amerikában él. Elnevezésük ellenére közelebbi rokonaik a sakáloknak és prérifarkasoknak mint a valódi rókáknak. A genushoz tartozó legkorábbi fosszíliát Chilében találták, mintegy 2-2,5 millió éves.

## Megjelenésük
A pamparókák fej-test hossza 53-120 cm. Farkuk hossza 25–50 cm. A nemből a culpeo a legnagyobb, a dél-amerikai róka pedig a legkisebb. Szőrzetük általában vastag, sűrű aljszőrzettel és hosszú fedőszőrzettel. Hátuk általában "aguti" szürke, sárgásbarna, hasoldaluk általában halványabb. Fejük, füleik és nyakuk gyakran vöröses színű; farkuk hosszú és bozontos, a vége fekete. A pamparókák kis prérifarkasra hasonlítanak, de fogaik inkább a rókákéra, mint a kutyákéra hasonlítanak: őrlőfogaik jól fejlettek, szemfogaik viszonylag rövidek.

## Elterjedés
A pamparókák Argentínában, Bolíviában, Brazíliában, Chilében, Ecuadorban, Paraguayban és Peruban fordulnak elő. Az IUCN által súlyosan veszélyeztetettként besorolt Darwin-pamparóka kizárólag Chilében él.

## Életmód
Többnyire éjszakaiak, de néhány példányuk alkalmanként napközben is aktív. A pamparókák mindenevők, rágcsálók, madarak, gyíkok, békák és rovarok mellett gyümölcsök és cukornád alkotják az étrendjüket. A culpeo ragadozóbbnak tűnik a többi fajnál, zsákmányai közé az Európából importált juhok és nyulak is beletartoznak.

## Elnevezése
Helyi nevük a zorro (spanyolul) vagy raposa (portugálul) egyszerűen rókát jelent. A genus latin neve Lycalopex (farkasróka) vagy Pseudalopex (hamis róka); mindkét változat elfogadott. 

## Fajai
A nemhez hat ma is élő faj tartozik:
- Culpeo pamparóka (Lycalopex culpaeus)
- Darwin-pamparóka (Lycalopex fulvipes)
- Argentin pamparóka (Lycalopex griseus)
- Igazi pamparóka (Lycalopex gymnocercus)
- Dél-amerikai róka (Lycalopex sechurae)
- Deres róka (Lycalopex vetulus)

## Rokonsági viszonyai
Molekuláris biológiai adatok alapján a rákászrókát (Cerdocyon thous) a Lycalopex nem testvérfajaként azonosították. Szintén testvérfajként határozták meg a kisfülű kutyát (Atelocynus microtis); a dél-amerikai kutyafélék csoportjának további élő tagjai a sörényes farkas (Chrysocyon brachyurus) és az erdei kutya (Speothos venaticus). 2005-ben elvégzett genetikai vizsgálatok alapján a dél-amerikai kutyafélék a következő rokonsági kapcsolatban vannak egymással:
|  | Argentin pamparóka (Lycalopex griseus)  |
|  |                                         |
|  | Igazi pamparóka (Lycalopex gymnocercus) |
|  |                                         |

|  | Dél-amerikai róka (Lycalopex sechurae) |
|  |                                        |
|  | Culpeo pamparóka (Lycalopex culpaeus)  |
|  |                                        |

|  | Argentin pamparóka (Lycalopex griseus)  |
|  |                                         |
|  | Igazi pamparóka (Lycalopex gymnocercus) |
|  |                                         |

|  | Dél-amerikai róka (Lycalopex sechurae) |
|  |                                        |
|  | Culpeo pamparóka (Lycalopex culpaeus)  |
|  |                                        |

|  | Argentin pamparóka (Lycalopex griseus)  |
|  |                                         |
|  | Igazi pamparóka (Lycalopex gymnocercus) |
|  |                                         |

|  | Dél-amerikai róka (Lycalopex sechurae) |
|  |                                        |
|  | Culpeo pamparóka (Lycalopex culpaeus)  |
|  |                                        |

|  | Argentin pamparóka (Lycalopex griseus)  |
|  |                                         |
|  | Igazi pamparóka (Lycalopex gymnocercus) |
|  |                                         |

|  | Dél-amerikai róka (Lycalopex sechurae) |
|  |                                        |
|  | Culpeo pamparóka (Lycalopex culpaeus)  |
|  |                                        |

|  | Argentin pamparóka (Lycalopex griseus)  |
|  |                                         |
|  | Igazi pamparóka (Lycalopex gymnocercus) |
|  |                                         |

|  | Dél-amerikai róka (Lycalopex sechurae) |
|  |                                        |
|  | Culpeo pamparóka (Lycalopex culpaeus)  |
|  |                                        |

|  | Argentin pamparóka (Lycalopex griseus)  |
|  |                                         |
|  | Igazi pamparóka (Lycalopex gymnocercus) |
|  |                                         |

|  | Dél-amerikai róka (Lycalopex sechurae) |
|  |                                        |
|  | Culpeo pamparóka (Lycalopex culpaeus)  |
|  |                                        |

|  | Argentin pamparóka (Lycalopex griseus)  |
|  |                                         |
|  | Igazi pamparóka (Lycalopex gymnocercus) |
|  |                                         |

|  | Dél-amerikai róka (Lycalopex sechurae) |
|  |                                        |
|  | Culpeo pamparóka (Lycalopex culpaeus)  |
|  |                                        |

|  | Argentin pamparóka (Lycalopex griseus)  |
|  |                                         |
|  | Igazi pamparóka (Lycalopex gymnocercus) |
|  |                                         |

|  | Dél-amerikai róka (Lycalopex sechurae) |
|  |                                        |
|  | Culpeo pamparóka (Lycalopex culpaeus)  |
|  |                                        |

|  | Argentin pamparóka (Lycalopex griseus)  |
|  |                                         |
|  | Igazi pamparóka (Lycalopex gymnocercus) |
|  |                                         |

|  | Dél-amerikai róka (Lycalopex sechurae) |
|  |                                        |
|  | Culpeo pamparóka (Lycalopex culpaeus)  |
|  |                                        |

|  | Argentin pamparóka (Lycalopex griseus)  |
|  |                                         |
|  | Igazi pamparóka (Lycalopex gymnocercus) |
|  |                                         |

|  | Dél-amerikai róka (Lycalopex sechurae) |
|  |                                        |
|  | Culpeo pamparóka (Lycalopex culpaeus)  |
|  |                                        |

|  | Argentin pamparóka (Lycalopex griseus)  |
|  |                                         |
|  | Igazi pamparóka (Lycalopex gymnocercus) |
|  |                                         |

|  | Dél-amerikai róka (Lycalopex sechurae) |
|  |                                        |
|  | Culpeo pamparóka (Lycalopex culpaeus)  |
|  |                                        |

|  | Argentin pamparóka (Lycalopex griseus)  |
|  |                                         |
|  | Igazi pamparóka (Lycalopex gymnocercus) |
|  |                                         |

|  | Dél-amerikai róka (Lycalopex sechurae) |
|  |                                        |
|  | Culpeo pamparóka (Lycalopex culpaeus)  |
|  |                                        |

|  | Argentin pamparóka (Lycalopex griseus)  |
|  |                                         |
|  | Igazi pamparóka (Lycalopex gymnocercus) |
|  |                                         |

|  | Dél-amerikai róka (Lycalopex sechurae) |
|  |                                        |
|  | Culpeo pamparóka (Lycalopex culpaeus)  |
|  |                                        |

|  | Argentin pamparóka (Lycalopex griseus)  |
|  |                                         |
|  | Igazi pamparóka (Lycalopex gymnocercus) |
|  |                                         |

|  | Dél-amerikai róka (Lycalopex sechurae) |
|  |                                        |
|  | Culpeo pamparóka (Lycalopex culpaeus)  |
|  |                                        |

|  | Argentin pamparóka (Lycalopex griseus)  |
|  |                                         |
|  | Igazi pamparóka (Lycalopex gymnocercus) |
|  |                                         |

|  | Dél-amerikai róka (Lycalopex sechurae) |
|  |                                        |
|  | Culpeo pamparóka (Lycalopex culpaeus)  |
|  |                                        |

|  | Argentin pamparóka (Lycalopex griseus)  |
|  |                                         |
|  | Igazi pamparóka (Lycalopex gymnocercus) |
|  |                                         |

|  | Dél-amerikai róka (Lycalopex sechurae) |
|  |                                        |
|  | Culpeo pamparóka (Lycalopex culpaeus)  |
|  |                                        |

|  | Argentin pamparóka (Lycalopex griseus)  |
|  |                                         |
|  | Igazi pamparóka (Lycalopex gymnocercus) |
|  |                                         |

|  | Dél-amerikai róka (Lycalopex sechurae) |
|  |                                        |
|  | Culpeo pamparóka (Lycalopex culpaeus)  |
|  |                                        |

|  | Argentin pamparóka (Lycalopex griseus)  |
|  |                                         |
|  | Igazi pamparóka (Lycalopex gymnocercus) |
|  |                                         |

|  | Dél-amerikai róka (Lycalopex sechurae) |
|  |                                        |
|  | Culpeo pamparóka (Lycalopex culpaeus)  |
|  |                                        |

|  | Argentin pamparóka (Lycalopex griseus)  |
|  |                                         |
|  | Igazi pamparóka (Lycalopex gymnocercus) |
|  |                                         |

|  | Dél-amerikai róka (Lycalopex sechurae) |
|  |                                        |
|  | Culpeo pamparóka (Lycalopex culpaeus)  |
|  |                                        |

|  | Argentin pamparóka (Lycalopex griseus)  |
|  |                                         |
|  | Igazi pamparóka (Lycalopex gymnocercus) |
|  |                                         |

|  | Dél-amerikai róka (Lycalopex sechurae) |
|  |                                        |
|  | Culpeo pamparóka (Lycalopex culpaeus)  |
|  |                                        |

|  | Argentin pamparóka (Lycalopex griseus)  |
|  |                                         |
|  | Igazi pamparóka (Lycalopex gymnocercus) |
|  |                                         |

|  | Dél-amerikai róka (Lycalopex sechurae) |
|  |                                        |
|  | Culpeo pamparóka (Lycalopex culpaeus)  |
|  |                                        |

|  | Argentin pamparóka (Lycalopex griseus)  |
|  |                                         |
|  | Igazi pamparóka (Lycalopex gymnocercus) |
|  |                                         |

|  | Dél-amerikai róka (Lycalopex sechurae) |
|  |                                        |
|  | Culpeo pamparóka (Lycalopex culpaeus)  |
|  |                                        |

|  | Argentin pamparóka (Lycalopex griseus)  |
|  |                                         |
|  | Igazi pamparóka (Lycalopex gymnocercus) |
|  |                                         |

|  | Dél-amerikai róka (Lycalopex sechurae) |
|  |                                        |
|  | Culpeo pamparóka (Lycalopex culpaeus)  |
|  |                                        |

|  | Argentin pamparóka (Lycalopex griseus)  |
|  |                                         |
|  | Igazi pamparóka (Lycalopex gymnocercus) |
|  |                                         |

|  | Dél-amerikai róka (Lycalopex sechurae) |
|  |                                        |
|  | Culpeo pamparóka (Lycalopex culpaeus)  |
|  |                                        |

|  | Argentin pamparóka (Lycalopex griseus)  |
|  |                                         |
|  | Igazi pamparóka (Lycalopex gymnocercus) |
|  |                                         |

|  | Dél-amerikai róka (Lycalopex sechurae) |
|  |                                        |
|  | Culpeo pamparóka (Lycalopex culpaeus)  |
|  |                                        |

|  | Argentin pamparóka (Lycalopex griseus)  |
|  |                                         |
|  | Igazi pamparóka (Lycalopex gymnocercus) |
|  |                                         |

|  | Dél-amerikai róka (Lycalopex sechurae) |
|  |                                        |
|  | Culpeo pamparóka (Lycalopex culpaeus)  |
|  |                                        |

|  | Argentin pamparóka (Lycalopex griseus)  |
|  |                                         |
|  | Igazi pamparóka (Lycalopex gymnocercus) |
|  |                                         |

|  | Dél-amerikai róka (Lycalopex sechurae) |
|  |                                        |
|  | Culpeo pamparóka (Lycalopex culpaeus)  |
|  |                                        |

|  | Argentin pamparóka (Lycalopex griseus)  |
|  |                                         |
|  | Igazi pamparóka (Lycalopex gymnocercus) |
|  |                                         |

|  | Dél-amerikai róka (Lycalopex sechurae) |
|  |                                        |
|  | Culpeo pamparóka (Lycalopex culpaeus)  |
|  |                                        |

|  | Argentin pamparóka (Lycalopex griseus)  |
|  |                                         |
|  | Igazi pamparóka (Lycalopex gymnocercus) |
|  |                                         |

|  | Dél-amerikai róka (Lycalopex sechurae) |
|  |                                        |
|  | Culpeo pamparóka (Lycalopex culpaeus)  |
|  |                                        |

|  | Argentin pamparóka (Lycalopex griseus)  |
|  |                                         |
|  | Igazi pamparóka (Lycalopex gymnocercus) |
|  |                                         |

|  | Dél-amerikai róka (Lycalopex sechurae) |
|  |                                        |
|  | Culpeo pamparóka (Lycalopex culpaeus)  |
|  |                                        |

|  | Argentin pamparóka (Lycalopex griseus)  |
|  |                                         |
|  | Igazi pamparóka (Lycalopex gymnocercus) |
|  |                                         |

|  | Dél-amerikai róka (Lycalopex sechurae) |
|  |                                        |
|  | Culpeo pamparóka (Lycalopex culpaeus)  |
|  |                                        |

|  | Argentin pamparóka (Lycalopex griseus)  |
|  |                                         |
|  | Igazi pamparóka (Lycalopex gymnocercus) |
|  |                                         |

|  | Dél-amerikai róka (Lycalopex sechurae) |
|  |                                        |
|  | Culpeo pamparóka (Lycalopex culpaeus)  |
|  |                                        |

|  | Sörényes farkas (Chrysocyon brachyurus) |
|  |                                         |
|  | Erdei kutya (Speothos venaticus)        |
|  |                                         |

|  | Argentin pamparóka (Lycalopex griseus)  |
|  |                                         |
|  | Igazi pamparóka (Lycalopex gymnocercus) |
|  |                                         |

|  | Dél-amerikai róka (Lycalopex sechurae) |
|  |                                        |
|  | Culpeo pamparóka (Lycalopex culpaeus)  |
|  |                                        |

|  | Argentin pamparóka (Lycalopex griseus)  |
|  |                                         |
|  | Igazi pamparóka (Lycalopex gymnocercus) |
|  |                                         |

|  | Dél-amerikai róka (Lycalopex sechurae) |
|  |                                        |
|  | Culpeo pamparóka (Lycalopex culpaeus)  |
|  |                                        |

|  | Argentin pamparóka (Lycalopex griseus)  |
|  |                                         |
|  | Igazi pamparóka (Lycalopex gymnocercus) |
|  |                                         |

|  | Dél-amerikai róka (Lycalopex sechurae) |
|  |                                        |
|  | Culpeo pamparóka (Lycalopex culpaeus)  |
|  |                                        |

|  | Argentin pamparóka (Lycalopex griseus)  |
|  |                                         |
|  | Igazi pamparóka (Lycalopex gymnocercus) |
|  |                                         |

|  | Dél-amerikai róka (Lycalopex sechurae) |
|  |                                        |
|  | Culpeo pamparóka (Lycalopex culpaeus)  |
|  |                                        |

|  | Argentin pamparóka (Lycalopex griseus)  |
|  |                                         |
|  | Igazi pamparóka (Lycalopex gymnocercus) |
|  |                                         |

|  | Dél-amerikai róka (Lycalopex sechurae) |
|  |                                        |
|  | Culpeo pamparóka (Lycalopex culpaeus)  |
|  |                                        |

|  | Argentin pamparóka (Lycalopex griseus)  |
|  |                                         |
|  | Igazi pamparóka (Lycalopex gymnocercus) |
|  |                                         |

|  | Dél-amerikai róka (Lycalopex sechurae) |
|  |                                        |
|  | Culpeo pamparóka (Lycalopex culpaeus)  |
|  |                                        |

|  | Argentin pamparóka (Lycalopex griseus)  |
|  |                                         |
|  | Igazi pamparóka (Lycalopex gymnocercus) |
|  |                                         |

|  | Dél-amerikai róka (Lycalopex sechurae) |
|  |                                        |
|  | Culpeo pamparóka (Lycalopex culpaeus)  |
|  |                                        |

|  | Argentin pamparóka (Lycalopex griseus)  |
|  |                                         |
|  | Igazi pamparóka (Lycalopex gymnocercus) |
|  |                                         |

|  | Dél-amerikai róka (Lycalopex sechurae) |
|  |                                        |
|  | Culpeo pamparóka (Lycalopex culpaeus)  |
|  |                                        |

|  | Argentin pamparóka (Lycalopex griseus)  |
|  |                                         |
|  | Igazi pamparóka (Lycalopex gymnocercus) |
|  |                                         |

|  | Dél-amerikai róka (Lycalopex sechurae) |
|  |                                        |
|  | Culpeo pamparóka (Lycalopex culpaeus)  |
|  |                                        |

|  | Argentin pamparóka (Lycalopex griseus)  |
|  |                                         |
|  | Igazi pamparóka (Lycalopex gymnocercus) |
|  |                                         |

|  | Dél-amerikai róka (Lycalopex sechurae) |
|  |                                        |
|  | Culpeo pamparóka (Lycalopex culpaeus)  |
|  |                                        |

|  | Argentin pamparóka (Lycalopex griseus)  |
|  |                                         |
|  | Igazi pamparóka (Lycalopex gymnocercus) |
|  |                                         |

|  | Dél-amerikai róka (Lycalopex sechurae) |
|  |                                        |
|  | Culpeo pamparóka (Lycalopex culpaeus)  |
|  |                                        |

|  | Argentin pamparóka (Lycalopex griseus)  |
|  |                                         |
|  | Igazi pamparóka (Lycalopex gymnocercus) |
|  |                                         |

|  | Dél-amerikai róka (Lycalopex sechurae) |
|  |                                        |
|  | Culpeo pamparóka (Lycalopex culpaeus)  |
|  |                                        |

|  | Argentin pamparóka (Lycalopex griseus)  |
|  |                                         |
|  | Igazi pamparóka (Lycalopex gymnocercus) |
|  |                                         |

|  | Dél-amerikai róka (Lycalopex sechurae) |
|  |                                        |
|  | Culpeo pamparóka (Lycalopex culpaeus)  |
|  |                                        |

|  | Argentin pamparóka (Lycalopex griseus)  |
|  |                                         |
|  | Igazi pamparóka (Lycalopex gymnocercus) |
|  |                                         |

|  | Dél-amerikai róka (Lycalopex sechurae) |
|  |                                        |
|  | Culpeo pamparóka (Lycalopex culpaeus)  |
|  |                                        |

|  | Argentin pamparóka (Lycalopex griseus)  |
|  |                                         |
|  | Igazi pamparóka (Lycalopex gymnocercus) |
|  |                                         |

|  | Dél-amerikai róka (Lycalopex sechurae) |
|  |                                        |
|  | Culpeo pamparóka (Lycalopex culpaeus)  |
|  |                                        |

|  | Argentin pamparóka (Lycalopex griseus)  |
|  |                                         |
|  | Igazi pamparóka (Lycalopex gymnocercus) |
|  |                                         |

|  | Dél-amerikai róka (Lycalopex sechurae) |
|  |                                        |
|  | Culpeo pamparóka (Lycalopex culpaeus)  |
|  |                                        |

|  | Argentin pamparóka (Lycalopex griseus)  |
|  |                                         |
|  | Igazi pamparóka (Lycalopex gymnocercus) |
|  |                                         |

|  | Dél-amerikai róka (Lycalopex sechurae) |
|  |                                        |
|  | Culpeo pamparóka (Lycalopex culpaeus)  |
|  |                                        |

|  | Argentin pamparóka (Lycalopex griseus)  |
|  |                                         |
|  | Igazi pamparóka (Lycalopex gymnocercus) |
|  |                                         |

|  | Dél-amerikai róka (Lycalopex sechurae) |
|  |                                        |
|  | Culpeo pamparóka (Lycalopex culpaeus)  |
|  |                                        |

|  | Argentin pamparóka (Lycalopex griseus)  |
|  |                                         |
|  | Igazi pamparóka (Lycalopex gymnocercus) |
|  |                                         |

|  | Dél-amerikai róka (Lycalopex sechurae) |
|  |                                        |
|  | Culpeo pamparóka (Lycalopex culpaeus)  |
|  |                                        |

|  | Argentin pamparóka (Lycalopex griseus)  |
|  |                                         |
|  | Igazi pamparóka (Lycalopex gymnocercus) |
|  |                                         |

|  | Dél-amerikai róka (Lycalopex sechurae) |
|  |                                        |
|  | Culpeo pamparóka (Lycalopex culpaeus)  |
|  |                                        |

|  | Argentin pamparóka (Lycalopex griseus)  |
|  |                                         |
|  | Igazi pamparóka (Lycalopex gymnocercus) |
|  |                                         |

|  | Dél-amerikai róka (Lycalopex sechurae) |
|  |                                        |
|  | Culpeo pamparóka (Lycalopex culpaeus)  |
|  |                                        |

|  | Argentin pamparóka (Lycalopex griseus)  |
|  |                                         |
|  | Igazi pamparóka (Lycalopex gymnocercus) |
|  |                                         |

|  | Dél-amerikai róka (Lycalopex sechurae) |
|  |                                        |
|  | Culpeo pamparóka (Lycalopex culpaeus)  |
|  |                                        |

|  | Argentin pamparóka (Lycalopex griseus)  |
|  |                                         |
|  | Igazi pamparóka (Lycalopex gymnocercus) |
|  |                                         |

|  | Dél-amerikai róka (Lycalopex sechurae) |
|  |                                        |
|  | Culpeo pamparóka (Lycalopex culpaeus)  |
|  |                                        |

|  | Argentin pamparóka (Lycalopex griseus)  |
|  |                                         |
|  | Igazi pamparóka (Lycalopex gymnocercus) |
|  |                                         |

|  | Dél-amerikai róka (Lycalopex sechurae) |
|  |                                        |
|  | Culpeo pamparóka (Lycalopex culpaeus)  |
|  |                                        |

|  | Argentin pamparóka (Lycalopex griseus)  |
|  |                                         |
|  | Igazi pamparóka (Lycalopex gymnocercus) |
|  |                                         |

|  | Dél-amerikai róka (Lycalopex sechurae) |
|  |                                        |
|  | Culpeo pamparóka (Lycalopex culpaeus)  |
|  |                                        |

|  | Argentin pamparóka (Lycalopex griseus)  |
|  |                                         |
|  | Igazi pamparóka (Lycalopex gymnocercus) |
|  |                                         |

|  | Dél-amerikai róka (Lycalopex sechurae) |
|  |                                        |
|  | Culpeo pamparóka (Lycalopex culpaeus)  |
|  |                                        |

|  | Argentin pamparóka (Lycalopex griseus)  |
|  |                                         |
|  | Igazi pamparóka (Lycalopex gymnocercus) |
|  |                                         |

|  | Dél-amerikai róka (Lycalopex sechurae) |
|  |                                        |
|  | Culpeo pamparóka (Lycalopex culpaeus)  |
|  |                                        |

|  | Argentin pamparóka (Lycalopex griseus)  |
|  |                                         |
|  | Igazi pamparóka (Lycalopex gymnocercus) |
|  |                                         |

|  | Dél-amerikai róka (Lycalopex sechurae) |
|  |                                        |
|  | Culpeo pamparóka (Lycalopex culpaeus)  |
|  |                                        |

|  | Argentin pamparóka (Lycalopex griseus)  |
|  |                                         |
|  | Igazi pamparóka (Lycalopex gymnocercus) |
|  |                                         |

|  | Dél-amerikai róka (Lycalopex sechurae) |
|  |                                        |
|  | Culpeo pamparóka (Lycalopex culpaeus)  |
|  |                                        |

|  | Argentin pamparóka (Lycalopex griseus)  |
|  |                                         |
|  | Igazi pamparóka (Lycalopex gymnocercus) |
|  |                                         |

|  | Dél-amerikai róka (Lycalopex sechurae) |
|  |                                        |
|  | Culpeo pamparóka (Lycalopex culpaeus)  |
|  |                                        |

|  | Argentin pamparóka (Lycalopex griseus)  |
|  |                                         |
|  | Igazi pamparóka (Lycalopex gymnocercus) |
|  |                                         |

|  | Dél-amerikai róka (Lycalopex sechurae) |
|  |                                        |
|  | Culpeo pamparóka (Lycalopex culpaeus)  |
|  |                                        |

|  | Argentin pamparóka (Lycalopex griseus)  |
|  |                                         |
|  | Igazi pamparóka (Lycalopex gymnocercus) |
|  |                                         |

|  | Dél-amerikai róka (Lycalopex sechurae) |
|  |                                        |
|  | Culpeo pamparóka (Lycalopex culpaeus)  |
|  |                                        |

|  | Sörényes farkas (Chrysocyon brachyurus) |
|  |                                         |
|  | Erdei kutya (Speothos venaticus)        |
|  |                                         |

1914-ben Oldfield Thomas a Lycalopex fajokat egybesorolta a falklandi pamparókával Dusicyon név alatt, de Langguth 1975-ben újra elkülönítette őket.

## Képek

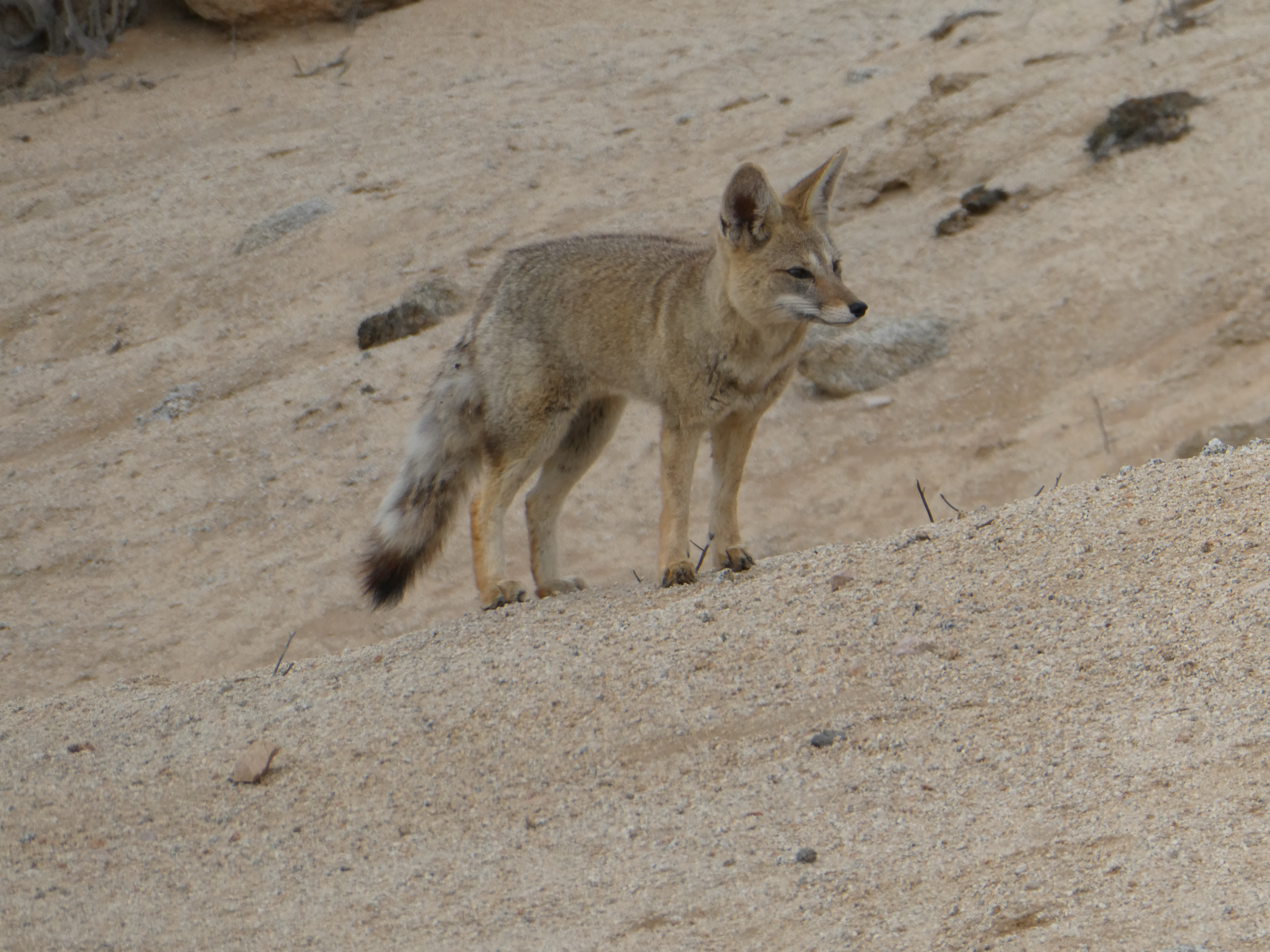
Argentin pamparóka (Lycalopex griseus)
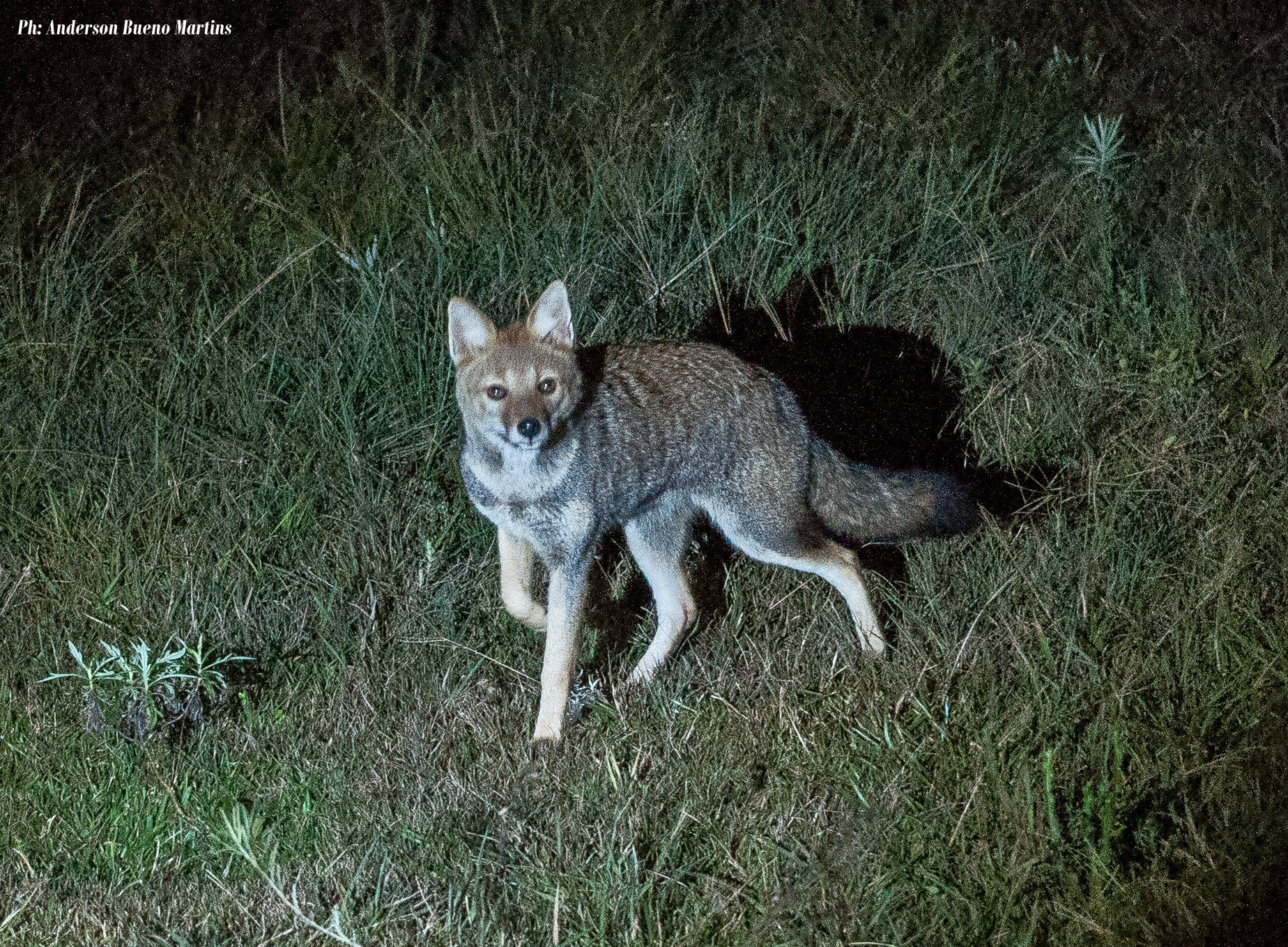
Deres róka (Lycalopex vetulus)
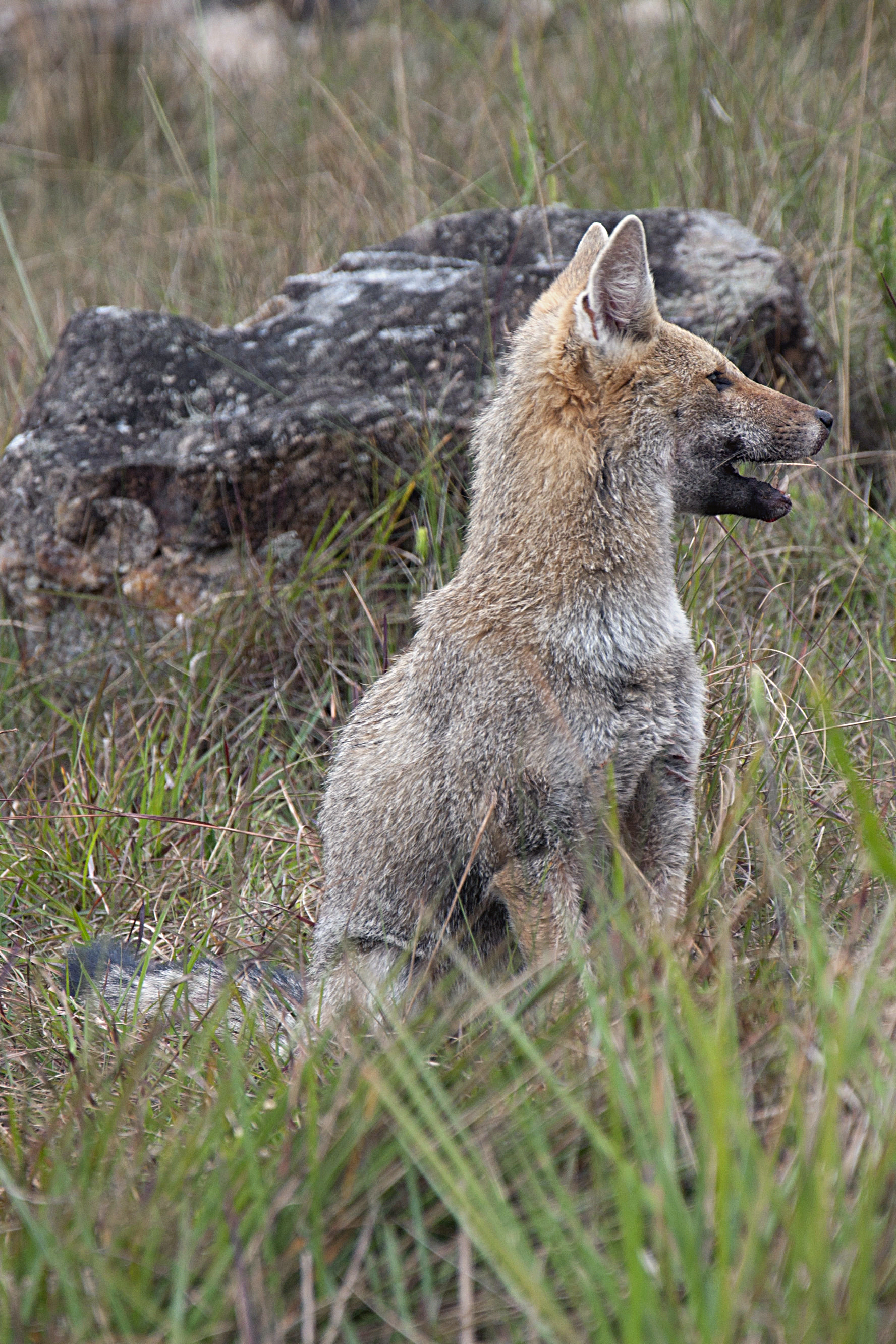
Igazi pamparóka (Lycalopex gymnocercus)
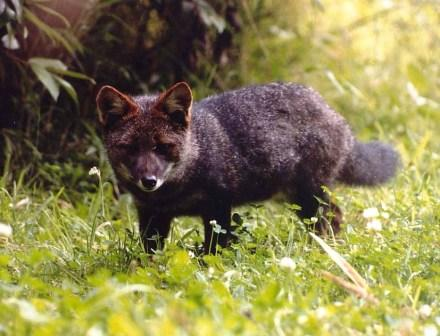
Darwin-pamparóka (Lycalopex fulvipes)

## Fordítás
- Ez a szócikk részben vagy egészben  a   South American fox című angol Wikipédia-szócikk ezen változatának fordításán alapul.  Az eredeti cikk szerkesztőit annak laptörténete sorolja fel. Ez a jelzés csupán a megfogalmazás eredetét és a szerzői jogokat jelzi, nem szolgál a cikkben szereplő információk forrásmegjelöléseként.